# Stropis
Stropis is een geslacht van rechtvleugeligen uit de familie veldsprinkhanen (Acrididae). De wetenschappelijke naam van dit geslacht is voor het eerst geldig gepubliceerd in 1873 door Stål.

## Soorten
Het geslacht Stropis omvat de volgende soorten:
- Stropis glaucescens Sjöstedt, 1934
- Stropis maculosa Stål, 1861
- Stropis nigrovitellina Sjöstedt, 1920
- Stropis subpustulata Walker, 1871